# 테크 뮤직 스쿨
테크 뮤직 스쿨(Tech Music School)은 뮤지션들을 드럼, 보컬, 기타, 베이스, 키보드 등의 학과를 통해 음악 산업에서 활동할 수 있도록 훈련하는 실용 음악 학교들의 집합체이다. 드럼테크, 보컬테크, 기타-X, 배그 기타-X, 키보드테크로 구성되어 있고 런던 서쪽의 액튼에 자리 잡고 있다.

테크 뮤직 스쿨은 유명한 동문을 배출한 곳으로도 알려져 있는데, 라디오헤드의 필 셀웨이(Phil Selway)와 에드 오브라이언(Ed O'Brien)을 비롯해 블록 파티의 고든 모아케스(Gordon Moakes)는 드럼테크의 학생이었던 올리 베츠(Olly Betts)가 밴드의 드러머로 있을 때 학교에서 리허설했다고 얘기했다.

## 역사
1983년 드럼 강사로 활동하던 프랜시스 세리아우(Francis Seriau)에 의해 설립되었다, 이것이 최초의 실용음악 학교라고 알려졌고, 현재 학생들을 프로 뮤지션으로 활동할 수 있도록 훈련하는 종합적인 실용음악 학교로 성장했다. 테크 뮤직 스쿨은 Thames Valley University,에 의해 공인된 학사 과정 Bachelor of Music과, 2년 HE 디플로마 과정, 1년 고등교육 과정 Certificate of Higher Education, 1년 디플로마 과정, 3개월 certificate과정, 파트 타임 과정, 개인 지도 등을 제공하고 있고, 모든 코스는 현재 프로뮤지션으로 활동 중인 강사진들이 가르치고 있다. 테크 뮤직 스쿨은 국제적으로도 잘 알려져 있고, 현재 유럽, 아시아, 아프리카, 미국, 등에서 온 많은 외국 학생을 보유하고 있다. 드럼테크는 2007년 BBC 다큐멘터리 시리즈 Play It Again(episode 3)에서 Aled Jones가 드럼테크의 강사 에릭 스탐스에게 드럼을 배우는 장면을 통해 소개된 바 있다.2008/9년 테크 학생들 사이에서 진행된 '역사상 가장 뛰어난 기타리프'라는 주제의 투표는 미디어의 아주 큰 관심을 받았다. 2008년 4월 2일 BBC의 메인스토리로 다루어졌을 뿐만 아니라Daly Mail, The Telegraph, and The Metro.등의 신문에서도 기사로 쓰일 정도로 많은 관심을 받으며, 투표는 인터넷 기사에 댓글란에서 많은 논쟁을 일으켰다.

## 장학금 제도
테크뮤직스쿨은 영국의 단 7개 학교들에게만 수여되고 Sir George Martin, Sir Paul McCartney, Yoko Ono, Sir Simon Rattle, Sir Cliff Richard, Diana Ross, Mstislav Rostropovich and Tina Turner가 후원자로 있는 EMI의 뮤직 사운드 파운데이션 장학금을 포함해 여러 가지 잡지사와 미디어 파트너들과 함께 많은 장학금 제도를 운영하고 있다.현재 진행되는 장학금 파트너로 The Stage, Marshall Amplification, Rhythm magazine, Total Guitar magazine, Guitar Part magazine (French), Percussioni magazine (Italian).
The schools have made a pledge to support the aims of the Music Manifesto.

## 참조
- Guardian.co.uk, Bloc Party's Musical Map of London by
- The Independent, Contemporary music academies give stars of future a chance to be heard by Tim Walker 23/03/2006
- Thames Valley University's Legal Status and Framework for Collaborative Agreements[깨진 링크(과거 내용 찾기)]
- BBC's Play It Again official page
- Reuters, Doo doo doo "Smoke on the Water" still top riff by Atholl Simpson 03/04/2008
- BBC Breakfast Video, Counting Down the Great Riffs, Tim Muffett 02/04/2008
- Daily Mail, Rock'n'roll riffs ain't what they used to be by Arthur Martin 03/04/2008
- The Telegraph, Top 25 riffs: modern rockers 'can't make great guitar riffs' by Bonnie Malkin 02/04/2008 보관됨 2009-02-15 - 웨이백 머신
- The Metro, Deep Purple Top Riff Poll, 02/04/2008[깨진 링크(과거 내용 찾기)]
- Bloc Party's Musical Map of London - Guardian.co.uk 20/10/2008
- The Stage, Take a Chance: Scholarship at Vocaltech![깨진 링크(과거 내용 찾기)]